# Paul Blouin
Pour les articles homonymes, voir Blouin.
Paul Blouin est un metteur en scène, réalisateur et acteur québécois né en 1925 en Saskatchewan et mort le 3 février 1996 à Montréal (Canada).

## Biographie
Paul Blouin est né en 1925 en Saskatchewan.
Il meurt le 3 février 1996 à l'Hôtel-Dieu de Montréal des suites d'un emphysème.

## Filmographie

### comme réalisateur
- 1955 - 1958 : Cap-aux-sorciers (série TV)
- 1955 - 1958 : Beau temps, mauvais temps (série TV)
- 1963 : Les Trois sœurs (TV)
- 1969 : Bilan (TV)
- 1970 : Une maison... un jour... (TV)
- 1970 : Le Gardien (TV)
- 1970 : En pièces détachées (téléthéâtre) (TV)
- 1971 : Des souris et des hommes (téléfilm)
- 1973 : Mademoiselle Julie (TV)
- 1978 : L'Échéance du vendredi
- 1982 : Gapi

### comme acteur
- 1987 : Le Frère André

## Récompenses et nominations

### Récompenses
- 1971 - Prix Victor-Morin

## Archives
Le fonds d'archives de Paul Blouin est conservé au centre d'archives de Montréal de Bibliothèque et Archives nationales du Québec.